# Abele (Henegouwen)
Abele (Frans: Labliau) is een dorp in de Belgische provincie Henegouwen.
Het dorp is een gehucht van de vroegere gemeente Mark, dat later een deelgemeente werd van de faciliteitengemeente Edingen. Abele heeft als postnummer 7850 en valt onder het arrondissement Zinnik.
Een bezienswaardigheid in Abele is de Sint-Annakerk (Église Sainte-Anne). In 1619 werd er een kapel gebouwd ter ere van de Heilige Anna. Deze kapel werd in 1690 vergroot tot het huidige koor. Abele kreeg in 1786 een kapelaan toegewezen: Nicolas Joseph Paternostre. Via een Koninklijk Besluit van Leopold II werd de kapel in 1896 een hulpkerk en Abele een afzonderlijke parochie ten opzichte van Mark. Op 23 mei 1904 werd de eerste steen gelegd van de huidige kerk, die het daaropvolgende jaar werd ingewijd. Nadat een blikseminslag de klokkentoren trof, werd die in 1980 heropgebouwd. In die toren hangt een bronzen klok, Gertrude, die dateert uit 1619, begin van de Sint-Annakapel.

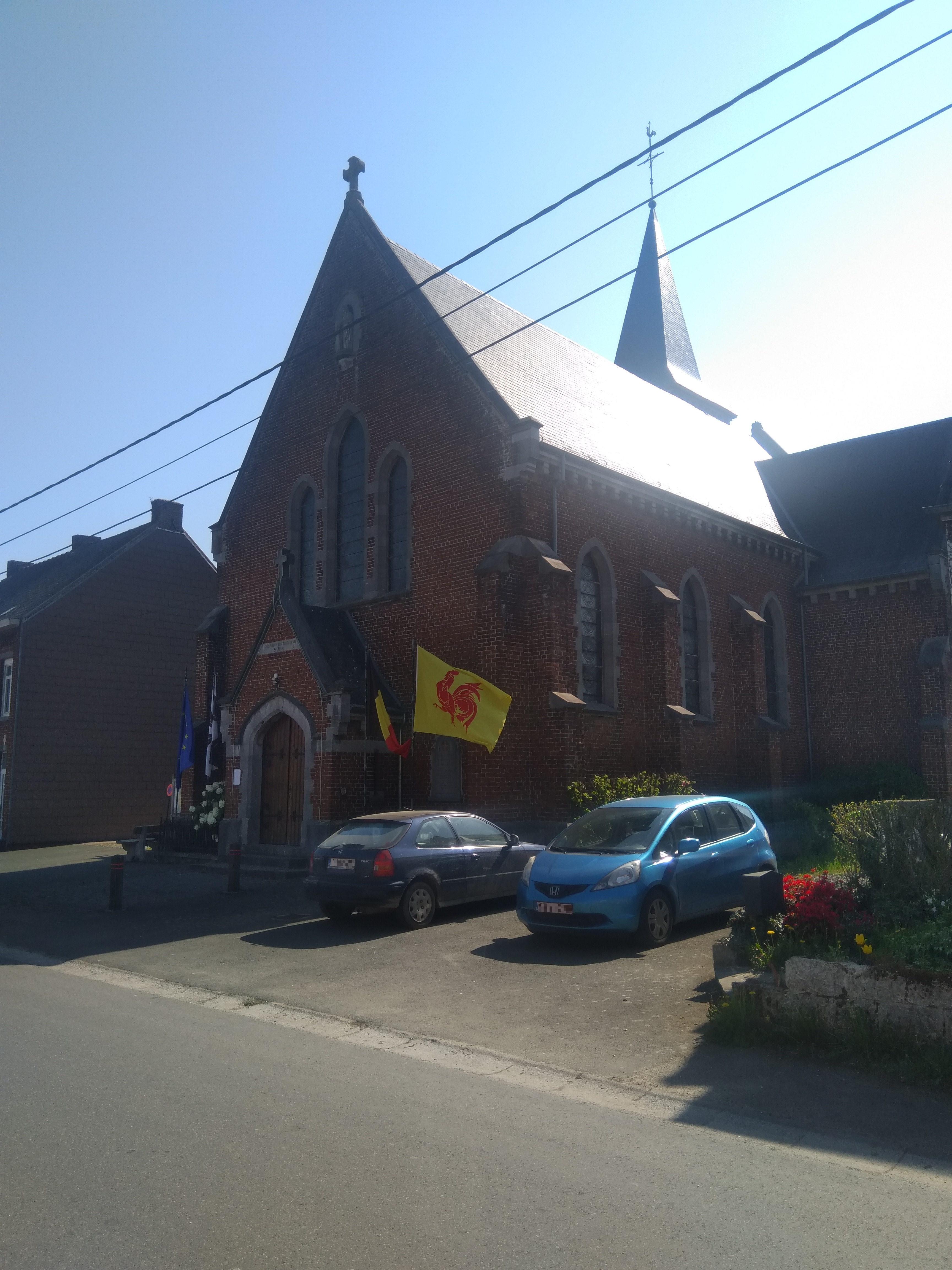
Sint-Annakerk
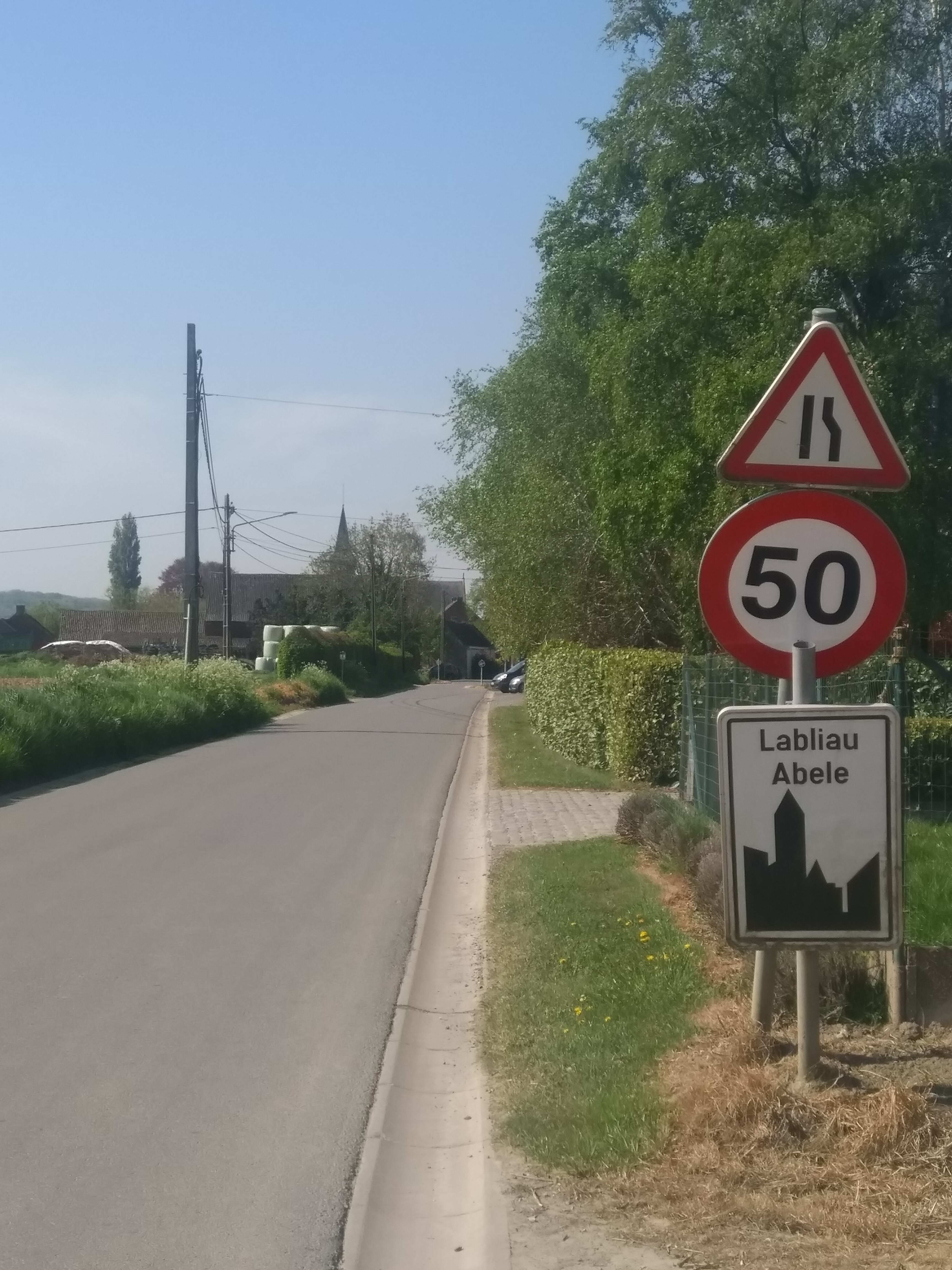
Dorpsingang

## Nabijgelegen kernen
Mark, Saint-Marcoult, Bassilly